# Mudvayne (álbum)
Mudvayne es el quinto álbum de estudio de la banda homónima de heavy metal, publicado el 21 de diciembre de 2009. Fue producido por Jeremy Parker, y el material de este álbum fue grabado simultáneamente con el que apareció en The New Game.

## Lista de canciones
| N.º | Título                  | Duración |  |
| 1.  | «Beautiful and Strange» | 5:03     |  |
| 2.  | «1000 Mile Journey»     | 5:56     |  |
| 3.  | «Scream With Me»        | 2:52     |  |
| 4.  | «Closer»                | 3:21     |  |
| 5.  | «Heard It All Before»   | 6:05     |  |
| 6.  | «I Can’t Wait»          | 3:03     |  |
| 7.  | «Beyond the Pale»       | 4:47     |  |
| 8.  | «All Talk»              | 2:52     |  |
| 9.  | «Out to Pasture»        | 5:47     |  |
| 10. | «Burn the Bridge»       | 3:36     |  |
| 11. | «Dead Inside»           | 4:55     |  |

## Créditos y personal
Mudvayne
- Chad Gray – voz
- Greg Tribbett − guitarra
- Ryan Martinie − bajo
- Matthew McDonough − batería

Producción y arte
- Jeremy Parker − producción
- Paul Booth − dirección artística y diseño